# Schlotheimia cyrtophylla
Schlotheimia cyrtophylla är en bladmossart som beskrevs av Potier de la Varde 1951. Schlotheimia cyrtophylla ingår i släktet Schlotheimia och familjen Orthotrichaceae. Inga underarter finns listade i Catalogue of Life.